# دووادولا
دووادولا (به ایتالیایی: Dovadola) یک کومونه در ایتالیا است که در استان فورلی-چزنا واقع شده‌است.

## خصوصیات
دووادولا ۳۸٫۷۷ کیلومترمربع مساحت و ۱٬۶۶۱ نفر جمعیت دارد و ۱۴۳ متر بالاتر از سطح دریا واقع شده‌است.